# Bory (Žďár nad Sázavou)
Bory é uma comuna checa localizada na região de Vysočina, distrito de Žďár nad Sázavou.